# Homoranthus tropicus
Homoranthus tropicus là một loài thực vật có hoa trong Họ Đào kim nương. Loài này được Byrnes mô tả khoa học đầu tiên năm 1981.